# Pays de la Loire
Ne doit pas être confondu avec Centre-Val de Loire.
Les Pays de la Loire sont une région du Grand Ouest français regroupant les départements de la Loire-Atlantique, de Maine-et-Loire, de la Mayenne, de la Sarthe et de la Vendée. La préfecture de région est Nantes.
Bordée à l’ouest par le golfe de Gascogne (océan Atlantique), elle est délimitée au nord par les régions Bretagne et Normandie, à l’est par le Centre-Val de Loire avec qui elle partage la région naturelle du Val de Loire et au sud par la Nouvelle-Aquitaine.
La région doit son nom au principal fleuve qui la traverse : la Loire.

## Histoire

Carte des Pays de la Loire avec ses cinq départements, montrant les provinces qui existaient sur son territoire au XVIII.
Maine
Anjou
Bretagne
Poitou
Perche
Aunis

### Des provinces aux départements
En 1790, les différentes divisions territoriales administratives et religieuses du royaume de France sont remplacées par les départements.
- La majeure partie de l'Anjou forme le département de Maine-et-Loire[Note 1].
- La Bretagne donne naissance à cinq départements : les Côtes-du-Nord, le Finistère, l'Ille-et-Vilaine, la Loire-Inférieure et le Morbihan.
- Le Maine a formé les départements de la Mayenne et de la Sarthe[Note 2].
- Le Poitou a formé trois départements. Sa partie occidentale, le Bas-Poitou, a formé le département de la Vendée et une partie de celui des Deux-Sèvres.
- Le 9 mars 1957, Le département de la Loire-inférieure prend le nom de département de Loire-Atlantique[1].

### Formation de la région
Le 5 avril 1919, sur la proposition d'Étienne Clémentel, ministre du Commerce et de l'Industrie, le gouvernement institue des « groupements économiques régionaux » ou « régions économiques » fondées sur le périmètre des chambres de commerce. Ces regroupements étaient formés en fonction de la volonté des autorités locales. Le regroupement centré sur la ville de Nantes comportait le Morbihan et l'Indre-et-Loire en plus des cinq départements de la région actuelle. Le Morbihan avait d'abord été placé dans la région de Rennes mais avait préféré par la suite adhérer à la région de Nantes.
En 1941, le gouvernement du maréchal Pétain regroupe les départements en « régions » placées sous l’autorité d’un préfet régional. Il crée la région d'Angers incluant la Loire-Inférieure, le Maine-et-Loire, la Mayenne, la Sarthe et l'Indre-et-Loire. La Vendée n'en fait pas partie.
En 1955, le gouvernement Edgar Faure crée les « programmes d'action régionale ». L'arrêté ministériel du 6 décembre 1956 vient préciser la composition des régions concernées, dont celle des Pays de la Loire.
En 1960, le gouvernement Michel Debré décide la création de circonscriptions d'action régionale et confirme la région Pays de la Loire.
Enfin, le 16 janvier 2015, la loi relative à la délimitation des nouvelles régions confirme la région Pays de la Loire dans sa composition actuelle.

### Identité visuelle

Blason proposé par l'héraldiste Robert Louis visible sur les trains TER de la série Z 9600 de la région[7].
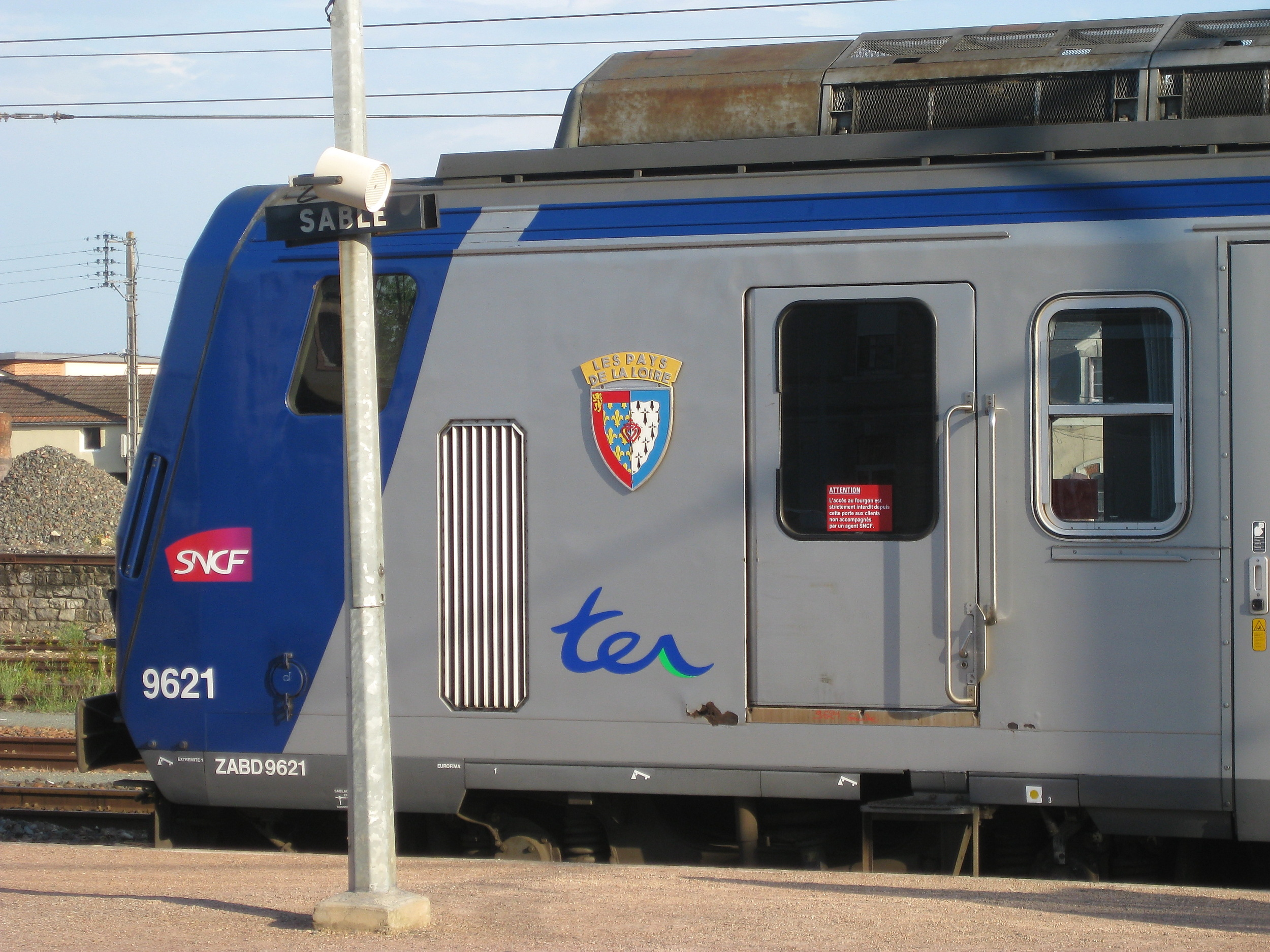
Photo de la Z9621 en gare de Sablé, arborant le blason.
Premier logo de la région dans les années 1990.
Logo jusqu'en octobre 2006.
Logo d'octobre 2006 à septembre 2021.
Logo de septembre 2021 à septembre 2022.
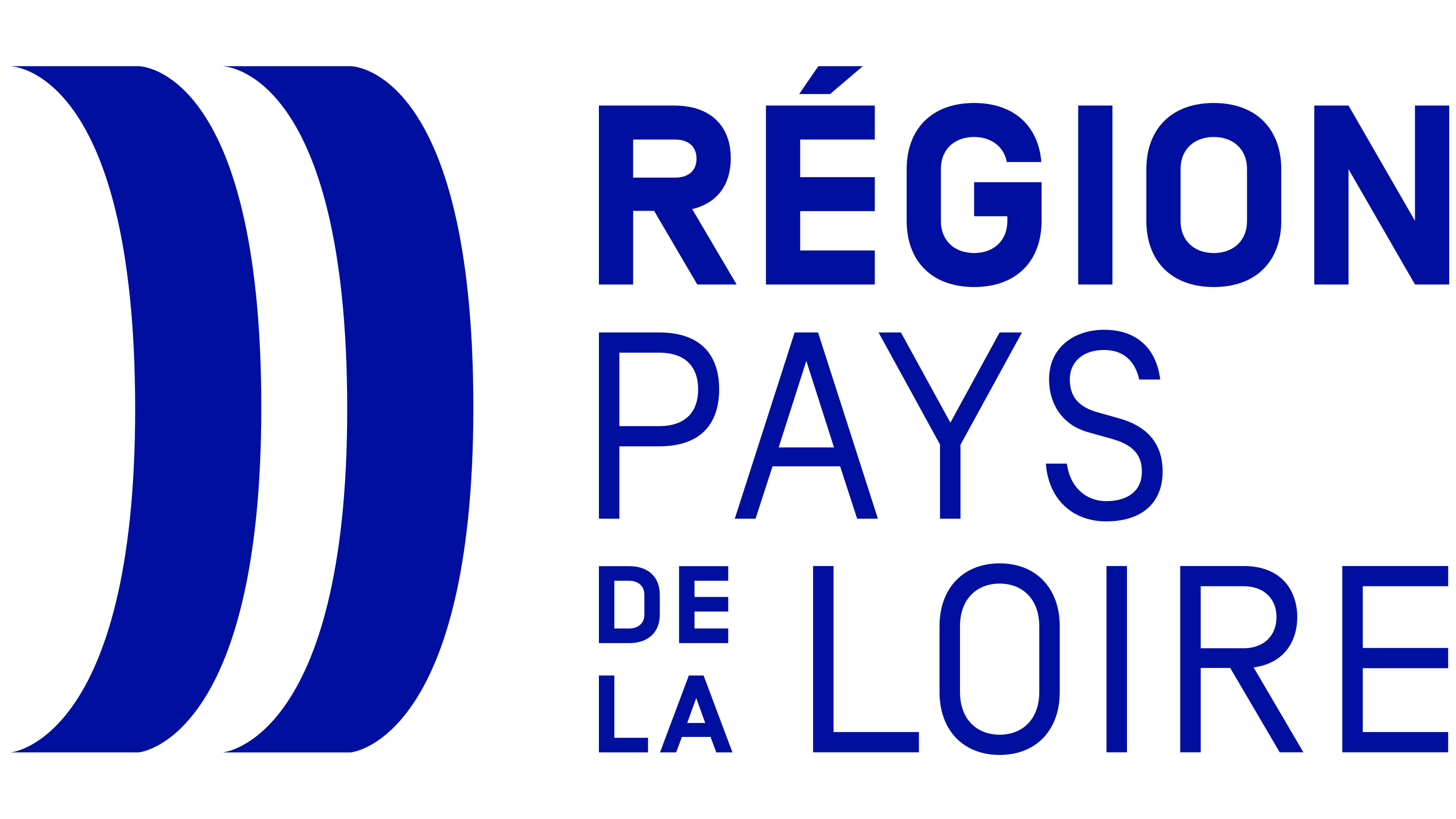
Logo depuis le 1er septembre 2022.

## Politique et administration

### Tendances politiques
Région de tradition catholique et rurale, les Pays de la Loire sont traditionnellement dirigés par la droite. Cependant, celle-ci en a perdu pour la première fois le contrôle lors des élections régionales françaises de 2004. La gauche conserve la majorité au conseil régional aux élections régionales françaises de 2010 en élisant le socialiste Jacques Auxiette, maire de la Roche-sur-Yon. La région bascule à droite le 18 décembre 2015 avec l'élection de Bruno Retailleau, sénateur et président du groupe LR au sénat. Après la démission de Bruno Retailleau, Christelle Morançais est désignée par Les Républicains pour lui succéder le 7 septembre 2017 et élue par les conseillers régionaux le 19 octobre 2017. Elle quitte le groupe LR le 2 septembre 2022.

#### Résultats électoraux récents
Source.
| Scrutin             | Département      | 1er tour | 1er tour | 1er tour | 1er tour | 1er tour | 1er tour | 1er tour | 1er tour | 1er tour | 1er tour | 1er tour | 1er tour | 1er tour | 2d tour     | 2d tour     | 2d tour     | 2d tour     | 2d tour     | 2d tour     | 2d tour     | 2d tour     | 2d tour     | 2d tour     | 2d tour     | 2d tour     | 2d tour     |
| Scrutin             | Département      | 1er      | 1er      | %        | 2e       | 2e       | %        | 3e       | 3e       | %        | 4e       | 4e       | %        | Abs      | 1er         | 1er         | %           | 2e          | 2e          | %           | 3e          | 3e          | %           | 4e          | 4e          | %           | Abs         |
| ------------------- | ---------------- | -------- | -------- | -------- | -------- | -------- | -------- | -------- | -------- | -------- | -------- | -------- | -------- | -------- | ----------- | ----------- | ----------- | ----------- | ----------- | ----------- | ----------- | ----------- | ----------- | ----------- | ----------- | ----------- | ----------- |
| Présidentielle 2012 | Pays de la Loire |          | UMP      | 28,63    |          | PS       | 28,40    |          | FN       | 14,39    |          | MODEM    | 11,65    | 15,83    |             | PS          | 51,13       |             | UMP         | 48,87       | Pas de 3e   | Pas de 3e   | Pas de 3e   | Pas de 4e   | Pas de 4e   | Pas de 4e   | 16,21       |
| Présidentielle 2012 | 44               |          | PS       | 31,76    |          | UMP      | 26,07    |          | FN       | 12,18    |          | FG       | 11,65    | 15,76    |             | PS          | 56,35       |             | UMP         | 43,65       | Pas de 3e   | Pas de 3e   | Pas de 3e   | Pas de 4e   | Pas de 4e   | Pas de 4e   | 16,07       |
| Présidentielle 2012 | 49               |          | UMP      | 29,93    |          | PS       | 27,10    |          | FN       | 13,88    |          | MODEM    | 12,77    | 15,62    |             | UMP         | 51,15       |             | PS          | 48,85       | Pas de 3e   | Pas de 3e   | Pas de 3e   | Pas de 4e   | Pas de 4e   | Pas de 4e   | 16,03       |
| Présidentielle 2012 | 53               |          | UMP      | 30,69    |          | PS       | 25,87    |          | FN       | 14,77    |          | MODEM    | 13,78    | 15,59    |             | UMP         | 53,07       |             | PS          | 46,93       | Pas de 3e   | Pas de 3e   | Pas de 3e   | Pas de 4e   | Pas de 4e   | Pas de 4e   | 16,00       |
| Présidentielle 2012 | 72               |          | PS       | 28,13    |          | UMP      | 26,43    |          | FN       | 19,17    |          | FG       | 10,78    | 17,83    |             | PS          | 52,67       |             | UMP         | 47,33       | Pas de 3e   | Pas de 3e   | Pas de 3e   | Pas de 4e   | Pas de 4e   | Pas de 4e   | 18,36       |
| Présidentielle 2012 | 85               |          | UMP      | 32,89    |          | PS       | 24,81    |          | FN       | 15,18    |          | MODEM    | 12,13    | 14,67    |             | UMP         | 55,60       |             | PS          | 44,40       | Pas de 3e   | Pas de 3e   | Pas de 3e   | Pas de 4e   | Pas de 4e   | Pas de 4e   | 14,96       |
| Européennes 2014    | Pays de la Loire |          | UMP      | 19,99    |          | FN       | 19,49    |          | PS       | 14,96    |          | MODEM    | 14,26    | 55,23    | Tour unique | Tour unique | Tour unique | Tour unique | Tour unique | Tour unique | Tour unique | Tour unique | Tour unique | Tour unique | Tour unique | Tour unique | Tour unique |
| Européennes 2014    | 44               |          | UMP      | 18,25    |          | PS       | 17,36    |          | FN       | 16,43    |          | EELV     | 12,97    | 54,45    | Tour unique | Tour unique | Tour unique | Tour unique | Tour unique | Tour unique | Tour unique | Tour unique | Tour unique | Tour unique | Tour unique | Tour unique | Tour unique |
| Européennes 2014    | 49               |          | UMP      | 21,43    |          | FN       | 19,31    |          | MODEM    | 15,70    |          | PS       | 14,03    | 55,26    | Tour unique | Tour unique | Tour unique | Tour unique | Tour unique | Tour unique | Tour unique | Tour unique | Tour unique | Tour unique | Tour unique | Tour unique | Tour unique |
| Européennes 2014    | 53               |          | MODEM    | 32,24    |          | FN       | 18,39    |          | UMP      | 12,79    |          | PS       | 11,67    | 55,93    | Tour unique | Tour unique | Tour unique | Tour unique | Tour unique | Tour unique | Tour unique | Tour unique | Tour unique | Tour unique | Tour unique | Tour unique | Tour unique |
| Européennes 2014    | 72               |          | FN       | 24,96    |          | UMP      | 19,92    |          | PS       | 14,97    |          | MODEM    | 9,89     | 56,73    | Tour unique | Tour unique | Tour unique | Tour unique | Tour unique | Tour unique | Tour unique | Tour unique | Tour unique | Tour unique | Tour unique | Tour unique | Tour unique |
| Européennes 2014    | 85               |          | UMP      | 25,03    |          | FN       | 21,93    |          | PS       | 12,93    |          | MODEM    | 12,78    | 55,15    | Tour unique | Tour unique | Tour unique | Tour unique | Tour unique | Tour unique | Tour unique | Tour unique | Tour unique | Tour unique | Tour unique | Tour unique | Tour unique |
| Régionales 2015     | Pays de la Loire |          | LR       | 33,49    |          | PS       | 25,75    |          | FN       | 21,35    |          | EELV     | 7,82     | 50,02    |             | LR          | 42,70       |             | PS          | 37,56       |             | FN          | 19,74       | Pas de 4e   | Pas de 4e   | Pas de 4e   | 42,75       |
| Régionales 2015     | 44               |          | PS       | 30,64    |          | LR       | 29,36    |          | FN       | 17,76    |          | EELV     | 9,43     | 49,72    |             | PS          | 45,23       |             | LR          | 39,16       |             | FN          | 15,61       | Pas de 4e   | Pas de 4e   | Pas de 4e   | 42,35       |
| Régionales 2015     | 49               |          | LR       | 33,69    |          | PS       | 24,77    |          | FN       | 22,11    |          | EELV     | 8,21     | 50,96    |             | LR          | 43,60       |             | PS          | 36,07       |             | FN          | 20,33       | Pas de 4e   | Pas de 4e   | Pas de 4e   | 43,48       |
| Régionales 2015     | 53               |          | LR       | 36,03    |          | PS       | 23,06    |          | FN       | 21,96    |          | EELV     | 7,25     | 52,10    |             | LR          | 46,23       |             | PS          | 32,64       |             | FN          | 21,13       | Pas de 4e   | Pas de 4e   | Pas de 4e   | 44,54       |
| Régionales 2015     | 72               |          | FN       | 29,67    |          | LR       | 25,58    |          | PS       | 23,19    |          | EELV     | 6,77     | 51,39    |             | PS          | 35,67       |             | LR          | 35,67       |             | FN          | 28,87       | Pas de 4e   | Pas de 4e   | Pas de 4e   | 42,71       |
| Régionales 2015     | 85               |          | LR       | 45,71    |          | FN       | 20,83    |          | PS       | 19,93    |          | EELV     | 5,45     | 47,61    |             | LR          | 52,71       |             | PS          | 28,12       |             | FN          | 19,18       | Pas de 4e   | Pas de 4e   | Pas de 4e   | 41,96       |
| Présidentielle 2017 | Pays de la Loire |          | EM       | 26,27    |          | LR       | 23,56    |          | LFI      | 18,41    |          | FN       | 16,62    | 16,73    |             | EM          | 72,42       |             | FN          | 27,58       | Pas de 3e   | Pas de 3e   | Pas de 3e   | Pas de 4e   | Pas de 4e   | Pas de 4e   | 21,45       |
| Présidentielle 2017 | 44               |          | EM       | 28,66    |          | LFI      | 21,98    |          | LR       | 19,68    |          | FN       | 13,70    | 16,37    |             | EM          | 77,17       |             | FN          | 22,83       | Pas de 3e   | Pas de 3e   | Pas de 3e   | Pas de 4e   | Pas de 4e   | Pas de 4e   | 21,62       |
| Présidentielle 2017 | 49               |          | EM       | 26,51    |          | LR       | 23,73    |          | LFI      | 17,06    |          | FN       | 16,98    | 17,04    |             | EM          | 72,82       |             | FN          | 27,18       | Pas de 3e   | Pas de 3e   | Pas de 3e   | Pas de 4e   | Pas de 4e   | Pas de 4e   | 21,36       |
| Présidentielle 2017 | 53               |          | LR       | 27,06    |          | EM       | 26,04    |          | FN       | 16,90    |          | LFI      | 14,87    | 16,37    |             | EM          | 72,02       |             | FN          | 27,98       | Pas de 3e   | Pas de 3e   | Pas de 3e   | Pas de 4e   | Pas de 4e   | Pas de 4e   | 20,79       |
| Présidentielle 2017 | 72               |          | LR       | 28,61    |          | FN       | 20,80    |          | EM       | 20,04    |          | LFI      | 17,63    | 18,15    |             | EM          | 63,33       |             | FN          | 36,67       | Pas de 3e   | Pas de 3e   | Pas de 3e   | Pas de 4e   | Pas de 4e   | Pas de 4e   | 23,30       |
| Présidentielle 2017 | 85               |          | EM       | 26,26    |          | LR       | 25,50    |          | FN       | 18,53    |          | LFI      | 15,08    | 16,11    |             | EM          | 69,96       |             | FN          | 30,04       | Pas de 3e   | Pas de 3e   | Pas de 3e   | Pas de 4e   | Pas de 4e   | Pas de 4e   | 20,05       |
| Européennes 2019    | Pays de la Loire |          | LREM     | 25,16    |          | RN       | 18,82    |          | EELV     | 15,58    |          | UDC      | 8,73     | 47,68    | Tour unique | Tour unique | Tour unique | Tour unique | Tour unique | Tour unique | Tour unique | Tour unique | Tour unique | Tour unique | Tour unique | Tour unique | Tour unique |
| Européennes 2019    | 44               |          | LREM     | 25,63    |          | EELV     | 18,92    |          | RN       | 14,75    |          | PS       | 8,15     | 47,80    | Tour unique | Tour unique | Tour unique | Tour unique | Tour unique | Tour unique | Tour unique | Tour unique | Tour unique | Tour unique | Tour unique | Tour unique | Tour unique |
| Européennes 2019    | 49               |          | LREM     | 26,85    |          | RN       | 18,32    |          | EELV     | 15,46    |          | UDC      | 8,92     | 47,85    | Tour unique | Tour unique | Tour unique | Tour unique | Tour unique | Tour unique | Tour unique | Tour unique | Tour unique | Tour unique | Tour unique | Tour unique | Tour unique |
| Européennes 2019    | 53               |          | LREM     | 25,88    |          | RN       | 19,60    |          | EELV     | 13,12    |          | UDC      | 9,33     | 48,39    | Tour unique | Tour unique | Tour unique | Tour unique | Tour unique | Tour unique | Tour unique | Tour unique | Tour unique | Tour unique | Tour unique | Tour unique | Tour unique |
| Européennes 2019    | 72               |          | RN       | 26,28    |          | LREM     | 18,99    |          | EELV     | 12,51    |          | UDC      | 9,09     | 48,20    | Tour unique | Tour unique | Tour unique | Tour unique | Tour unique | Tour unique | Tour unique | Tour unique | Tour unique | Tour unique | Tour unique | Tour unique | Tour unique |
| Européennes 2019    | 85               |          | LREM     | 26,81    |          | RN       | 21,30    |          | EELV     | 12,53    |          | UDC      | 10,09    | 46,57    | Tour unique | Tour unique | Tour unique | Tour unique | Tour unique | Tour unique | Tour unique | Tour unique | Tour unique | Tour unique | Tour unique | Tour unique | Tour unique |
| Régionales 2021     | Pays de la Loire |          | UCD      | 34,30    |          | UGE      | 18,70    |          | UG       | 16,32    |          | RN       | 12,54    | 69,27    |             | UCD         | 46,45       |             | UGE         | 34,86       |             | RN          | 10,48       |             | UC          | 8,20        | 68,34       |
| Régionales 2021     | 44               |          | UCD      | 29,28    |          | UGE      | 22,71    |          | UG       | 18,00    |          | UC       | 13,04    | 68,98    |             | UGE         | 41,93       |             | UDC         | 40,40       |             | UC          | 8,95        |             | RN          | 8,72        | 67,61       |
| Régionales 2021     | 49               |          | UCD      | 35,0     |          | UGE      | 22,56    |          | UC       | 12,71    |          | RN       | 11,84    | 70,75    |             | UCD         | 49,04       |             | UGE         | 33,83       |             | RN          | 9,18        |             | UC          | 7,95        | 69,69       |
| Régionales 2021     | 53               |          | UG       | 36,02    |          | UCD      | 31,16    |          | RN       | 10,54    |          | UGE      | 10,02    | 68,09    |             | UCD         | 47,09       |             | UGE         | 37,58       |             | RN          | 9,44        |             | UC          | 5,88        | 67,17       |
| Régionales 2021     | 72               |          | UCD      | 40,12    |          | UGE      | 15,14    |          | UG       | 14,55    |          | RN       | 14,40    | 70,63    |             | UCD         | 51,09       |             | UGE         | 29,42       |             | RN          | 13,20       |             | UC          | 6,29        | 69,37       |
| Régionales 2021     | 85               |          | UCD      | 40,03    |          | RN       | 15,72    |          | UC       | 13,69    |          | UGE      | 13,38    | 67,89    |             | UCD         | 52,10       |             | UGE         | 24,76       |             | RN          | 13,77       |             | UC          | 9,37        | 67,97       |
| Présidentielle 2022 | Pays de la Loire |          | LREM     | 33,27    |          | RN       | 20,78    |          | LFI      | 19,22    |          | EELV     | 6,01     | 23,02    |             | LREM        | 64,92       |             | RN          | 35,08       | Pas de 3e   | Pas de 3e   | Pas de 3e   | Pas de 4e   | Pas de 4e   | Pas de 4e   | 23,61       |
| Présidentielle 2022 | 44               |          | LREM     | 31,98    |          | LFI      | 23,43    |          | RN       | 16,91    |          | EELV     | 7,49     | 22,37    |             | LREM        | 69,48       |             | RN          | 30,52       | Pas de 3e   | Pas de 3e   | Pas de 3e   | Pas de 4e   | Pas de 4e   | Pas de 4e   | 24,15       |
| Présidentielle 2022 | 49               |          | LREM     | 35,59    |          | RN       | 20,26    |          | LFI      | 18,27    |          | EELV     | 6,04     | 23,23    |             | LREM        | 66,53       |             | RN          | 33,47       | Pas de 3e   | Pas de 3e   | Pas de 3e   | Pas de 4e   | Pas de 4e   | Pas de 4e   | 23,50       |
| Présidentielle 2022 | 53               |          | LREM     | 36,40    |          | RN       | 22,39    |          | LFI      | 15,34    |          | LR       | 5,53     | 23,50    |             | LREM        | 64,21       |             | RN          | 35,79       | Pas de 3e   | Pas de 3e   | Pas de 3e   | Pas de 4e   | Pas de 4e   | Pas de 4e   | 22,70       |
| Présidentielle 2022 | 72               |          | LREM     | 28,24    |          | RN       | 27,68    |          | LFI      | 18,26    |          | REC      | 5,46     | 25,64    |             | LREM        | 55,41       |             | RN          | 44,59       | Pas de 3e   | Pas de 3e   | Pas de 3e   | Pas de 4e   | Pas de 4e   | Pas de 4e   | 25,19       |
| Présidentielle 2022 | 85               |          | LREM     | 35,64    |          | RN       | 23,18    |          | LFI      | 14,42    |          | REC      | 6,11     | 21,88    |             | LREM        | 61,86       |             | RN          | 38,14       | Pas de 3e   | Pas de 3e   | Pas de 3e   | Pas de 4e   | Pas de 4e   | Pas de 4e   | 21,90       |

### Circonscriptions législatives
Les Pays de la Loire comptent au total 30 circonscriptions (soit une moyenne de 126 882 habitants par circonscription) :
| Loire-Atlantique | Maine-et-Loire | Mayenne                                                         | Sarthe | Vendée |
| --- | --- | --------------------------------------------------------------- | --- | --- |
| - 1re circonscription - 3e circonscription - 4e circonscription - 5e circonscription - 6e circonscription - 7e circonscription - 8e circonscription - 9e circonscription - 10e circonscription | - 1re circonscription - 2e circonscription - 3e circonscription - 4e circonscription - 5e circonscription - 6e circonscription - 7e circonscription | - 1re circonscription - 2e circonscription - 3e circonscription | - 1er circonscription - 2e circonscription - 3e circonscription - 4e circonscription - 5e circonscription | - 1er circonscription - 2e circonscription - 3e circonscription - 4e circonscription - 5e circonscription |

| Circonscription | Députés par département | Députés par département | Députés par département | Députés par département | Députés par département | Députés par département | Députés par département | Députés par département | Députés par département | Députés par département | Députés par département | Députés par département | Députés par département | Députés par département | Députés par département |
| --------------- | ----------------------- | ----------------------- | ----------------------- | ----------------------- | ----------------------- | ----------------------- | ----------------------- | ----------------------- | ----------------------- | ----------------------- | ----------------------- | ----------------------- | ----------------------- | ----------------------- | ----------------------- |
| Circonscription | Loire-Atlantique        | Loire-Atlantique        | Loire-Atlantique        | Maine-et-Loire          | Maine-et-Loire          | Maine-et-Loire          | Mayenne                 | Mayenne                 | Mayenne                 | Sarthe                  | Sarthe                  | Sarthe                  | Vendée                  | Vendée                  | Vendée                  |
| Première        |                         | LREM                    | Mounir Belhamiti        |                         | HOR                     | François Gernigon       |                         | PS                      | Guillaume Garot         |                         | LREM                    | Julie Delpech           |                         | MODEM                   | Philippe Latombe        |
| Deuxième        |                         | LFI                     | Andy Kerbrat            |                         | NI                      | Stella Dupont           |                         | MODEM                   | Géraldine Bannier       |                         | DVG                     | Marietta Karamanli      |                         | HOR                     | Béatrice Bellamy        |
| Troisième       |                         | LFI                     | Ségolène Amiot          |                         | LR                      | Anne-Laure Blin         |                         | HOR                     | Yannick Favennec-Bécot  |                         | MODEM                   | Eric Martineau          |                         | LREM                    | Stéphane Buchou         |
| Quatrième       |                         | NFP                     | Julie Laernoes          |                         | HOR                     | Laetitia Saint-Paul     |                         |                         |                         |                         | LFI                     | Elise Leboucher         |                         | NI                      | Véronique Besse         |
| Cinquième       |                         | MODEM                   | Sarah El Haïry          |                         | LREM                    | Denis Masséglia         |                         |                         |                         |                         | DVD                     | Jean-Carles Grelier     |                         | LREM                    | Pierre Henriet          |
| Sixième         |                         | EELV                    | Jean-Claude Raux        |                         | LREM                    | Nicole Dubré-Chirat     |                         |                         |                         |                         |                         |                         |                         |                         |                         |
| Septième        |                         | MODEM                   | Sandrine Josso          |                         | MODEM                   | Philippe Bolo           |                         |                         |                         |                         |                         |                         |                         |                         |                         |
| Huitième        |                         | LFI                     | Matthias Tavel          |                         |                         |                         |                         |                         |                         |                         |                         |                         |                         |                         |                         |
| Neuvième        |                         | MODEM                   | Yannick Haury           |                         |                         |                         |                         |                         |                         |                         |                         |                         |                         |                         |                         |
| Dixième         |                         | LREM                    | Sophie Errante          |                         |                         |                         |                         |                         |                         |                         |                         |                         |                         |                         |                         |

### Découpage administratif

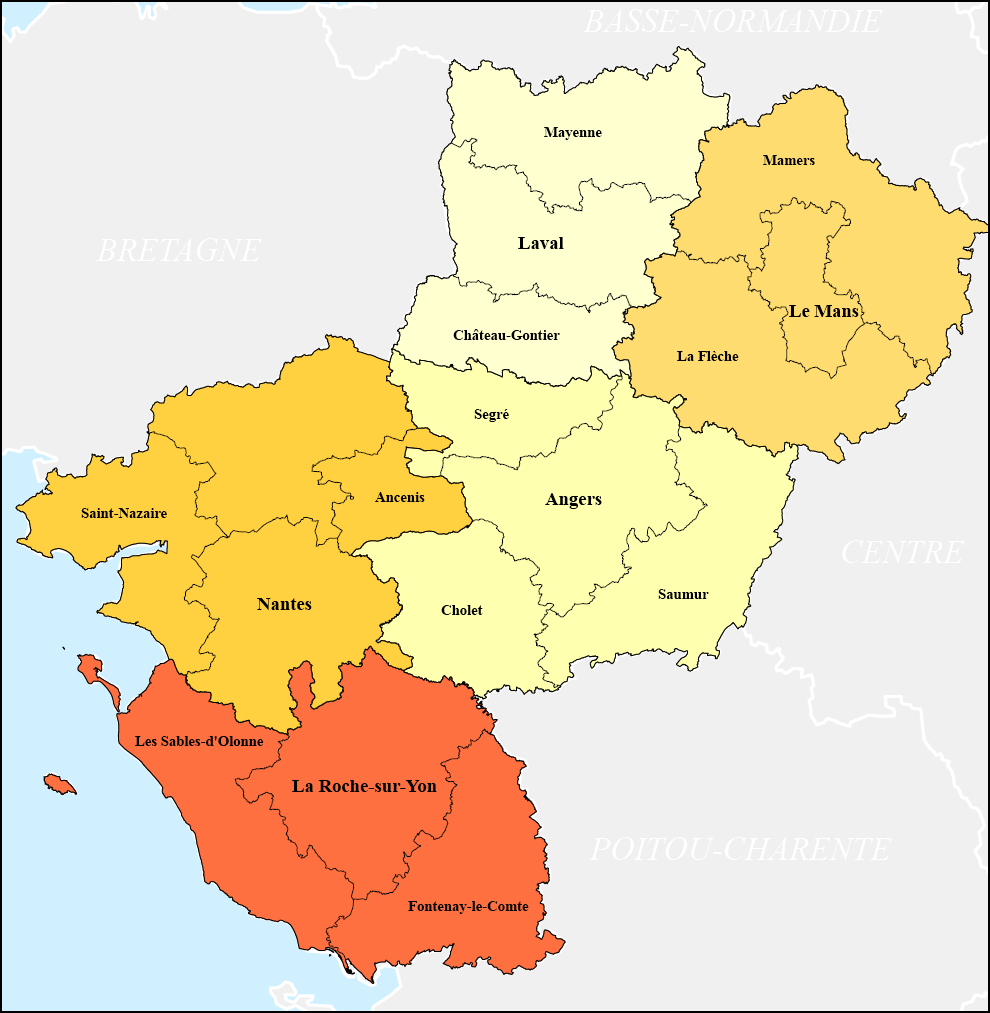
Départements et arrondissements des Pays de la Loire.

| Département | Département      | Préfecture       | Sous-préfectures                         | Superficie (km2) | Population (en 2022) | Densité (hab./km2) |
| ----------- | ---------------- | ---------------- | ---------------------------------------- | ---------------- | -------------------- | ------------------ |
| 44          | Loire-Atlantique | Nantes           | Saint-Nazaire et Châteaubriant           | +0006 809,       | 1 473 156            | +216,              |
| 49          | Maine-et-Loire   | Angers           | Cholet, Saumur et Segré-en-Anjou Bleu    | +0007 106,       | 828 151              | +116,              |
| 53          | Mayenne          | Laval            | Château-Gontier-sur-Mayenne et Mayenne   | +0005 175,       | 305 437              | +59,               |
| 72          | Sarthe           | Le Mans          | La Flèche et Mamers                      | +0006 206,       | 566 129              | +91,               |
| 85          | Vendée           | La Roche-sur-Yon | Les Sables-d'Olonne et Fontenay-le-Comte | +0006 719,       | 706 343              | +105,              |

## Géographie

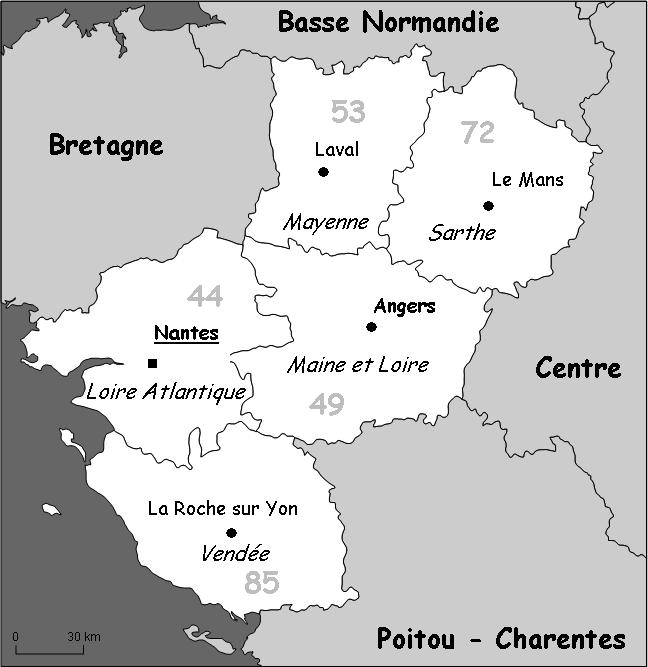
Les cinq départements et leurs chefs-lieux.

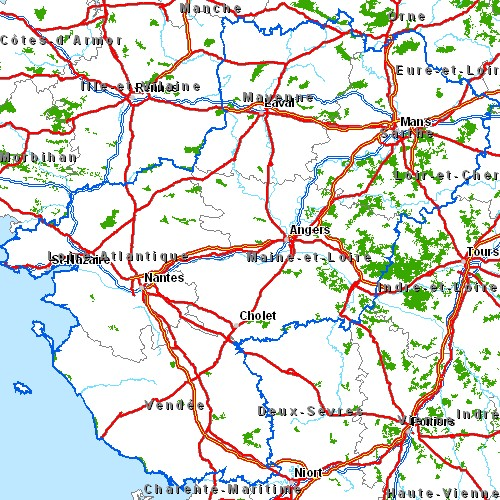
Carte des Pays de la Loire.

La région des Pays de la Loire s'étend sur 32 082 km2. Elle tire son nom de la Loire qui traverse deux des cinq départements qui la composent avant de se jeter dans l'océan Atlantique. Les derniers affluents du fleuve irriguent la région : le Loir, la Sarthe et la Mayenne qui se rassemblent pour former la Maine à Angers, l'Authion, l'Erdre au nord, le Thouet, l'Èvre et la Sèvre Nantaise au sud. Au total, on recense 18 000 kilomètres de cours d'eau dans la région.
Le relief de la région est constitué par des collines de Vendée au sud, au nord de la Sarthe et de la Mayenne par les Coëvrons, les Alpes mancelles, la forêt de Perseigne et les collines du Perche. Le point culminant est le mont des Avaloirs (416 mètres). Le Sillon de Bretagne, qui est la continuité des landes de Lanvaux du Morbihan, se termine au promontoire de la butte Sainte-Anne à Nantes. La plus grande partie de la région est située sur le Massif armoricain. Seule la partie est, est sur un bassin sédimentaire : la moitié est du département de Maine-et-Loire et le département de la Sarthe à l'est des hauteurs de Coëvrons, soit les trois quarts de ce département. Cette partie de la région est d'un point de vue topographique très proche de la région centre.
La région est bordée par l'océan Atlantique sur une longueur de 368 kilomètres et possède deux îles importantes : l'île de Noirmoutier et l'île d'Yeu. Les côtes sont alternativement rocheuses et sablonneuses, Côte Sauvage au nord de l'embouchure de la Loire, Côte de Jade entre la Loire et l'île de Noirmoutier, Côte de Lumière en Vendée.
Plusieurs marais gagnés sur la mer au cours des siècles ponctuent le littoral : la Brière près de Saint-Nazaire, le Marais breton au nord de la Vendée et le Marais poitevin au sud.
La région est la 7e de France métropolitaine en superficie.

## Transports
Aléop est le service de transports en commun de la région gérant les bus, cars, trains et bateaux de la région.
Destineo est un site web d'information pour les voyageurs de la région.
En 2014, le conseil régional des Pays de La Loire en partenariat avec la Société nationale des chemins de fer français (SNCF), a créé une carte de transport (carte TivA) réservée à tous les jeunes de 15 à 25 ans résidant dans les Pays de La Loire, quel que soit leur statut. Cette carte TivA, coûtait 25 euros et offrait 50 % de réduction sur tous les voyages dans la région.
Elle a été remplacée par la carte Mezzo accessible à tous, déclinée en deux versions, une moins de 26 ans et une autre plus de 26 ans. La moins de 26 ans coute 20 euros l'année et la plus de 26 ans 30 euros l'année. Elles offrent toutes les deux -50% sur tous les voyages en transport express régional (TER) et permettent d'avoir trois accompagnateurs à moitié prix les samedis, dimanches, jours fériés et également tout l'été. Avec trois enfants de moins de 12 ans c'est gratuit.

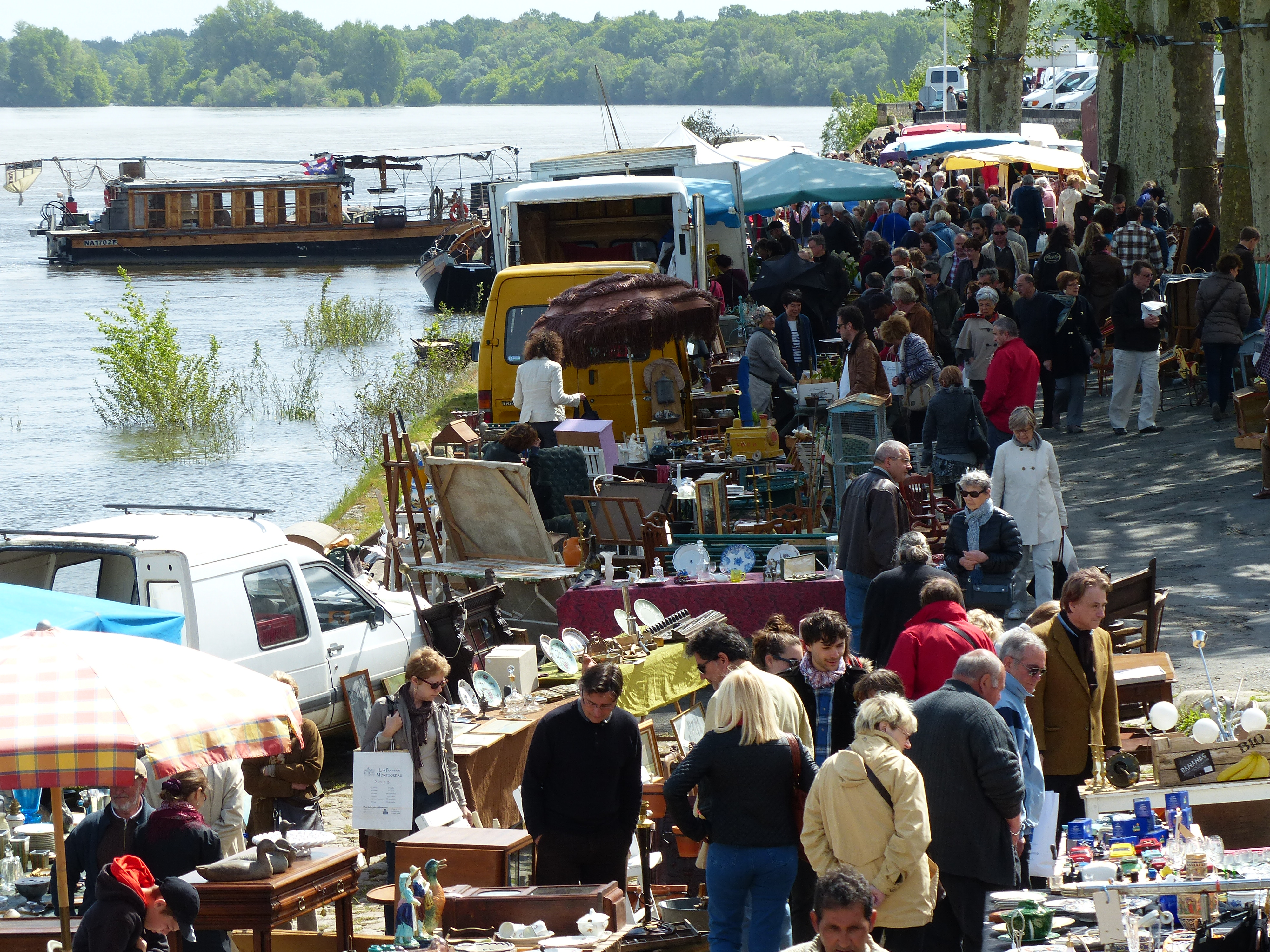
Les puces de Montsoreau accueillent plus de 10000 visiteurs à Montsoreau, tous les deuxièmes dimanches du mois.

## Économie
En 2017, la région se classait au 8e rang en France pour la population et le produit intérieur brut.
Sa principale force est l’agro-alimentaire. En 2017, ce secteur employait 47 500 salariés (2e région française) pour un chiffre d'affaires de 13 milliards d’euros (3e région française). Elle se place également au 3e rang pour la production de viande (51 %), pour le lait (19 %) et dans le travail du grain (20 %) ; 67 % du territoire est occupé par l’agriculture. Les Pays de la Loire sont la première région française pour la production de viande bovine, volaille (label rouge), lapin, canard et 2e pour le lait, volaille (simple), porc et pommes de terre.
En 2001, les Pays de la Loire étaient la première région de France en surface horticole et en nombre d'emplois dans la filière, dominant ainsi dans la production de plantes en pots fleuries ou à feuillage, de plantes à massif, de plantes vivaces, aromatiques et aquatiques, et de pépinières ornementales ou fruitières. Six cents entreprises travaillent dans ce secteur économique, faisant travailler près de 6 000 personnes et générant plus de six cents millions d'euros de chiffre d'affaires.

## Tourisme

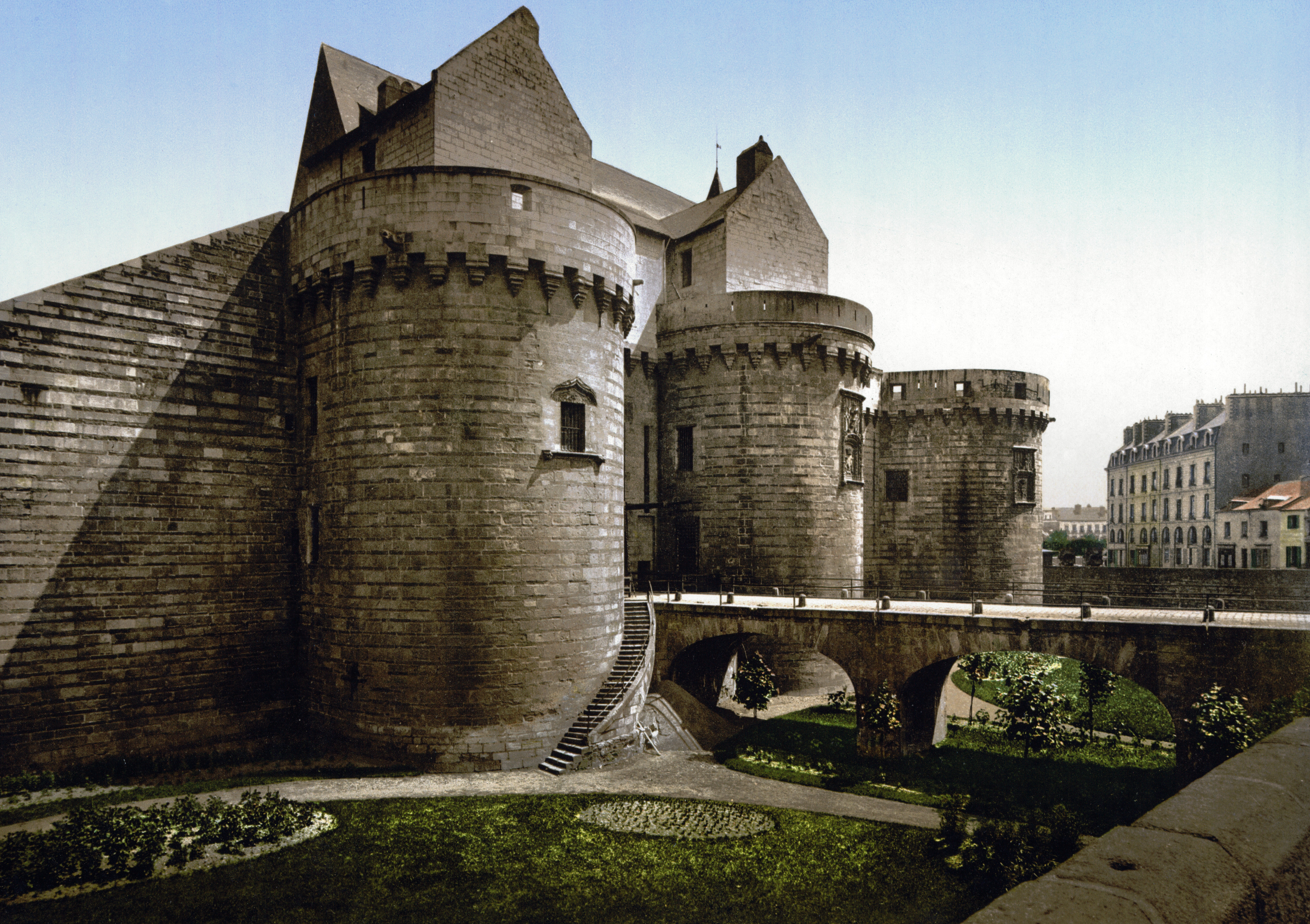
Entrée du château des ducs de Bretagne, Nantes (1890~1905).

La gare de Commequiers, en Vendée, est depuis 1994 le point de départ d'un parcours de vélorail long de 10 km permettant de découvrir l'arrière-pays de Saint-Gilles-Croix-de-Vie jusqu'à la commune de Coëx.
Le Puy du Fou, en Vendée, est le site touristique le plus visité de la région.

## Énergie
En 2016, la région Pays de la Loire était la 8e région française la plus peuplée avec 3 744 000 habitants. Sa consommation électrique était de 25 264 GWh importés à 76 % des régions voisines ce qui en fait une des régions françaises les moins autonomes sur le plan électrique. Cette même année, son parc renouvelable, en constante augmentation depuis une décennie, a permis de couvrir 7,3 % de la consommation électrique régionale.

## Population et société

### Gentilé
Le Petit Larousse 2009, à l'article Loire (Pays de la), ne donne pas d'appellation pour ses habitants. Le terme "ligériens" est un néologisme utilisé par les médias,, le conseil régional des Pays de la Loire et l'Institut national de la statistique et des études économiques (INSEE) pour désigner ses habitants mais ce terme est parfois usité pour les habitants du seul département de la Loire-Atlantique. Il est également utilisé pour les habitants du département de la Loire.

### Héritage linguistique

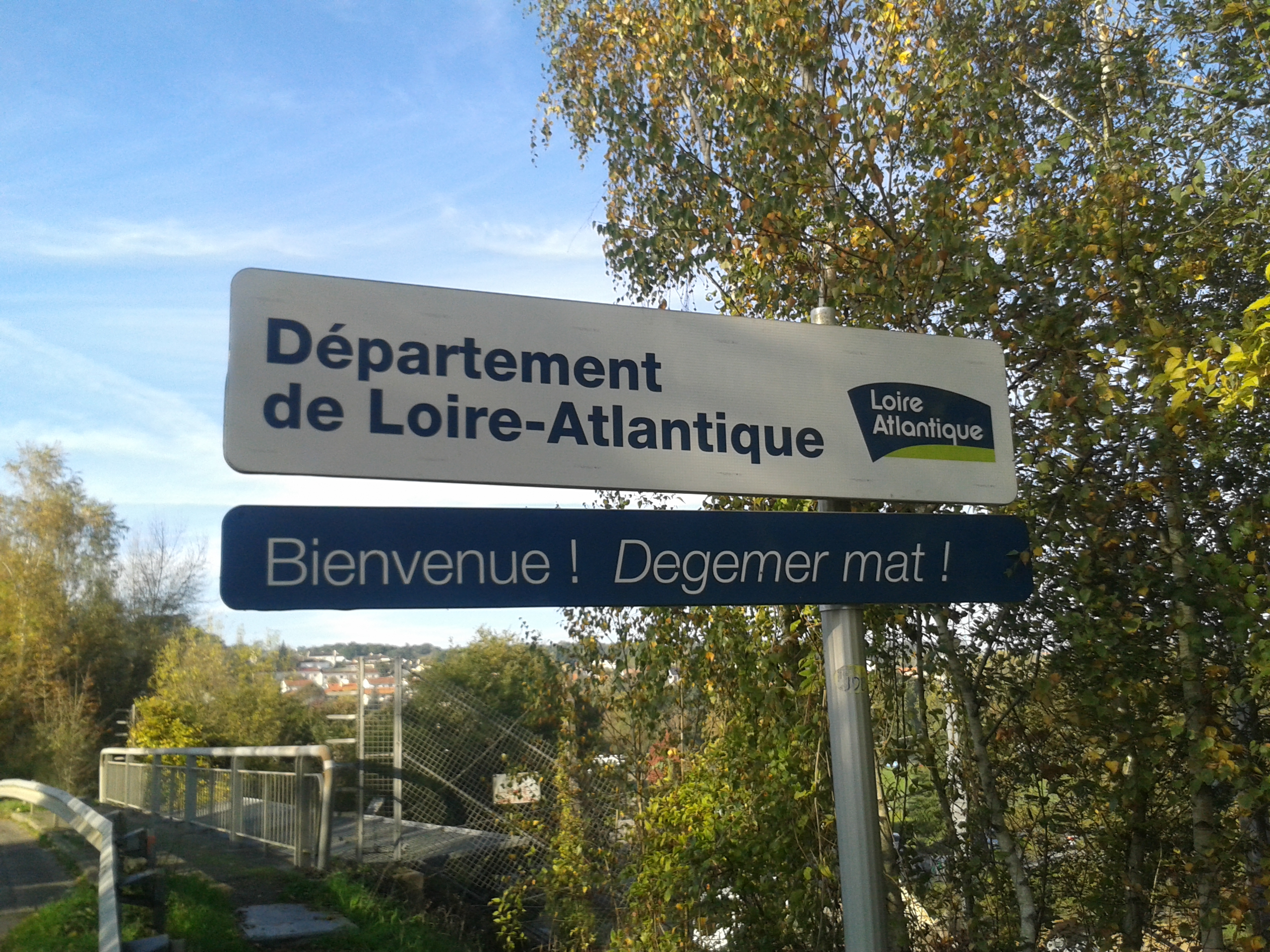
Panneau bilingue français-breton à l'entrée du département de Loire-Atlantique, à la limite avec le Maine-et-Loire.

Plusieurs langues endogènes sont parlées dans la région :
- l'angevin dans l'Est de la Loire-Atlantique et dans les départements de Maine-et-Loire, Mayenne et Sarthe ;
- le breton sur le littoral de la Loire-Atlantique ;
- le gallo en Loire-Atlantique ;
- le poitevin en Vendée et dans le sud des départements de la Loire-Atlantique et de Maine-et-Loire.

### Démographie
Au 1er janvier 2015, la population du Pays de la Loire était de 3 718 512 habitants, contre 3 571 495 en 2010. Les grandes concentrations de population s'organisent autour des sept grands pôles urbains qui dépassent les 100 000 habitants : Nantes, Angers, Le Mans, La Roche-sur-Yon, Cholet, Saint-Nazaire et Laval. Ces trois premières villes font partie des vingt plus grandes métropoles françaises. La Loire-Atlantique et la Vendée sont les deux départements les plus dynamiques démographiquement depuis ces dernières années. Nantes, Saint-Nazaire et La Roche-sur-Yon ont été les plus florissantes. Angers a considérablement augmenté en vingt ans (400 000 habitants dans son aire urbaine). Le Mans a subi de plein fouet la régression de l'économie industrielle[réf. nécessaire], avec le recul du transport par voie ferrée dès le milieu des années 1970, mais la ville a rebondi et compte maintenant plus de 300 000 habitants dans son aire urbaine. La nouvelle impulsion est arrivée grâce au TGV en 1989 et à la construction d'autoroutes qui relient les Pays de la Loire à Paris, la Normandie et le Centre.
| Aires urbaines (redéfinies en 2010) | Date du recensement | Date du recensement | Date du recensement | Date du recensement | Date du recensement | Date du recensement | Date du recensement | Date du recensement | Date du recensement | Code INSEE (2010) |
| Aires urbaines (redéfinies en 2010) | 1982                | 1990                | 1999                | 2007                | 2008                | 2010                | 2012                | 2013                | 2016                | Code INSEE (2010) |
| ----------------------------------- | ------------------- | ------------------- | ------------------- | ------------------- | ------------------- | ------------------- | ------------------- | ------------------- | ------------------- | ----------------- |
| Nantes                              | 597 734             | 644 317             | 711 241             | 768 305             | 772 406             | 862 111             | 897 713             | 908 815             | 961 521             | 008               |
| Angers                              | 283 473             | 308 387             | 332 737             | 345 788             | 345 071             | 394 710             | 403 765             | 407 295             | 419 633             | 023               |
| Le Mans                             | 276 684             | 283 849             | 293 094             | 304 938             | 305 949             | 338 981             | 344 893             | 346 686             | 347 397             | 028               |
| Saint-Nazaire                       | 163 299             | 166 586             | 172 421             | 186 195             | 185 787             | 207 559             | 213 083             | 215 408             | 220 925             | 046               |
| Laval                               | 92 009              | 97 758              | 102 560             | 109 727             | 110 952             | 119 475             | 121 399             | 121 634             |                     | 069               |
| La Roche-sur-Yon                    | 86 233              | 90 893              | 98 179              | 109 454             | 111 488             | 113 619             | 117 965             | 118 942             |                     | 075               |
| Cholet                              | 72 379              | 74 309              | 74 068              | 74 716              | 74 517              | 103 289             | 104 917             | 104 978             |                     | 084               |
| Les Sables-d'Olonne                 | 35 318              | 38 769              | 42 950              | 47 272              | 47 455              | 47 401              | 48 477              | 48 938              |                     | 152               |
| Saumur                              | 48 399              | 47 853              | 47 504              | 46 430              | 46 653              | 45 285              | 45 033              | 44 960              |                     | 158               |
| Sablé-sur-Sarthe                    | 24 398              | 26 005              | 28 276              | 30 440              | 30 440              | 31 102              | 31 393              | 31 419              |                     | 195               |
| Saint-Hilaire-de-Riez               | 16 935              | 19 323              | 22 207              | 26 549              | 26 987              | 27 212              | 27 958              | 28 432              |                     | 209               |
| Mayenne                             | 23 033              | 24 050              | 25 254              | 26 407              | 26 373              | 27 579              | 27 761              |                     |                     | 206               |
| Fontenay-le-Comte                   | 25 544              | 25 399              | 24 935              | 26 625              | 26 644              | 27 642              | 27 538              |                     |                     | 205               |
| Challans                            | 12 845              | 14 203              | 16 136              | 18 035              | 18 338              | 25 507              | 26 088              | 26 567              |                     | 226               |
| Château-Gontier-sur-Mayenne         | 19 004              | 20 381              | 21 528              | 22 987              | 23 349              | 24 843              | 25 252              |                     |                     | 227               |
| Châteaubriant                       | 24 115              | 23 334              | 22 423              | 23 827              | 23 722              | 24 125              | 24 093              |                     |                     | 229               |
| Saint-Brevin-les-Pins               | 13 880              | 14 312              | 16 335              | 20 189              | 21 224              | 21 607              | 22 756              | 22 870              |                     | 245               |
| La Ferté-Bernard                    | 16 113              | 16 601              | 16 931              | 17 852              | 17 953              | 21 298              | 21 258              |                     |                     | 247               |
| Les Herbiers                        | 12 049              | 13 413              | 13 937              | 14 893              | 14 811              | 17 494              | 18 197              | 18 511              |                     | 279               |
| Pornic                              | 11 196              | 12 382              | 14 940              |                     |                     | 17 886              | 17 961              | 18 392              |                     | 273               |
| La Flèche                           | 16 929              | 17 294              | 17 657              | 18 182              | 18 357              | 17 122              | 16 948              |                     |                     | 277               |
| Montaigu-Vendée                     | 9 682               | 10 330              | 11 451              |                     |                     | 12 977              | 13 551              | 13 679              |                     | 329               |
| Saint-Jean-de-Monts                 | 8 461               | 9 019               | 10 227              |                     |                     | 12 047              | 12 351              | 12 525              |                     | 347               |
| Luçon                               | 10 516              | 10 890              | 11 180              |                     |                     | 11 930              | 11 667              | 11 659              |                     | 348               |
| Segré                               | 10 720              | 10 293              | 10 342              | 10 898              | 11 003              | 10 393              | 10 510              |                     |                     | 371               |
| Ancenis-Saint-Géréon                | 16 580              | 17 134              | 17 390              | 19 801              | 20 220              | 10 211              | 10 283              |                     |                     | 375               |

### Les résidences secondaires
Ce tableau indique les communes des Pays de la Loire qui comptaient en 2008 plus de 3 000 résidences secondaires.
| Ville                     | département      | Rés. secondaires |
| ------------------------- | ---------------- | ---------------- |
| La Baule-Escoublac        | Loire-Atlantique | 12 488           |
| Saint-Jean-de-Monts       | Vendée           | 12 426           |
| Les Sables-d'Olonne       | Vendée           | 10 989           |
| Saint-Hilaire-de-Riez     | Vendée           | 10 632           |
| La Tranche-sur-Mer        | Vendée           | 8 794            |
| Pornichet                 | Loire-Atlantique | 6 201            |
| Bretignolles-sur-Mer      | Vendée           | 5 767            |
| Pornic                    | Loire-Atlantique | 4 644            |
| Noirmoutier-en-l'Île      | Vendée           | 4 481            |
| Saint-Gilles-Croix-de-Vie | Vendée           | 3 890            |
| Saint-Brevin-les-Pins     | Loire-Atlantique | 3 733            |
| Le Pouliguen              | Loire-Atlantique | 3 606            |
| Piriac-sur-Mer            | Loire-Atlantique | 3 325            |
| Nantes                    | Loire-Atlantique | 3 261            |
| La Faute-sur-Mer          | Vendée           | 3 251            |
| Le Croisic                | Loire-Atlantique | 3 196            |
| L'Île-d'Yeu               | Vendée           | 3 173            |
| Saint-Michel-Chef-Chef    | Loire-Atlantique | 3 034            |

### Enseignement
L'Académie de Nantes regroupe cinq inspections académiques représentant chacune un des départements de la région : Loire-Atlantique, Maine-et-Loire, Mayenne, Sarthe et Vendée.
L'Académie de Nantes emploie plus de 60 000 agents dont 86 % d'enseignants. Elle compte plus de 700 000 élèves et apprentis ainsi que plus de 100 000 étudiants.

### Religion
Pour les catholiques, les Pays de la Loire relève de la province ecclésiastique de Rennes. Le saint Louis-Marie Grignion de Montfort effectua de nombreuses années de son apostolat au sein du pays. La région recèle aussi plusieurs « pôles » particuliers du catholicisme tels que le centre grégorien qu'est l'abbaye Saint-Pierre de Solesmes, la maison-mère de la communauté Saint-Martin, une des trois répliques du Saint-Sépulcre de Jérusalem ou même un couvent de dominicains traditionalistes.

### Recherche
Au 1er janvier 2008, les deux INRA (Institut national de la recherche agronomique), l'INRA d'Angers et l'INRA de Nantes ont fusionné pour donner naissance au premier établissement public scientifique des Pays de la Loire : son nom est « INRA d'Angers-Nantes ».
Le 13 mai 2010, la diffusion télévisuelle dans les Pays de la Loire est passée définitivement au numérique ; la diffusion en signal hertzien classique a été arrêtée.

## Patrimoine
Le patrimoine des Pays de la Loire est hérité des anciennes provinces d'Anjou, du duché de Bretagne, du Maine et du Poitou.

### Patrimoine culturel
« Le Val de Loire est un paysage culturel exceptionnel, comprenant des villes et villages historiques, de grands monuments architecturaux - les châteaux - et des terres cultivées, façonnées par des siècles d'interaction entre les populations et leur environnement physique, dont la Loire elle-même », selon le site de l'Unesco. Une partie de la région est classée au patrimoine mondial (de l'Unesco), selon les critères (i) (architecture remarquable), (ii) (paysage culturel, développement harmonieux d’interactions entre les hommes et leur environnement sur deux mille ans d’histoire), (iv) (nombreux monuments culturels, illustrant à un degré exceptionnel les idéaux de la Renaissance et du siècle des Lumières), sous l'appellation Val de Loire. La zone classée s'étend sur le département de Maine-et-Loire, de Montsoreau jusqu'à Chalonnes-sur-Loire. Ce classement permet la protection du patrimoine culturel du Val de Loire (parcs, châteaux de la Loire et villes), partagé entre les régions Centre-Val de Loire et des Pays de la Loire. La région comprend des châteaux de la Loire majeurs : le château de Montsoreau, seul château de la Loire construit dans le lit de la Loire, le château de Montreuil-Bellay, le château de Saumur, le château de Brissac, le château Le Lude, le château de Baugé, le château de Serrant, le château d'Angers et le château du Plessis-Bourré.

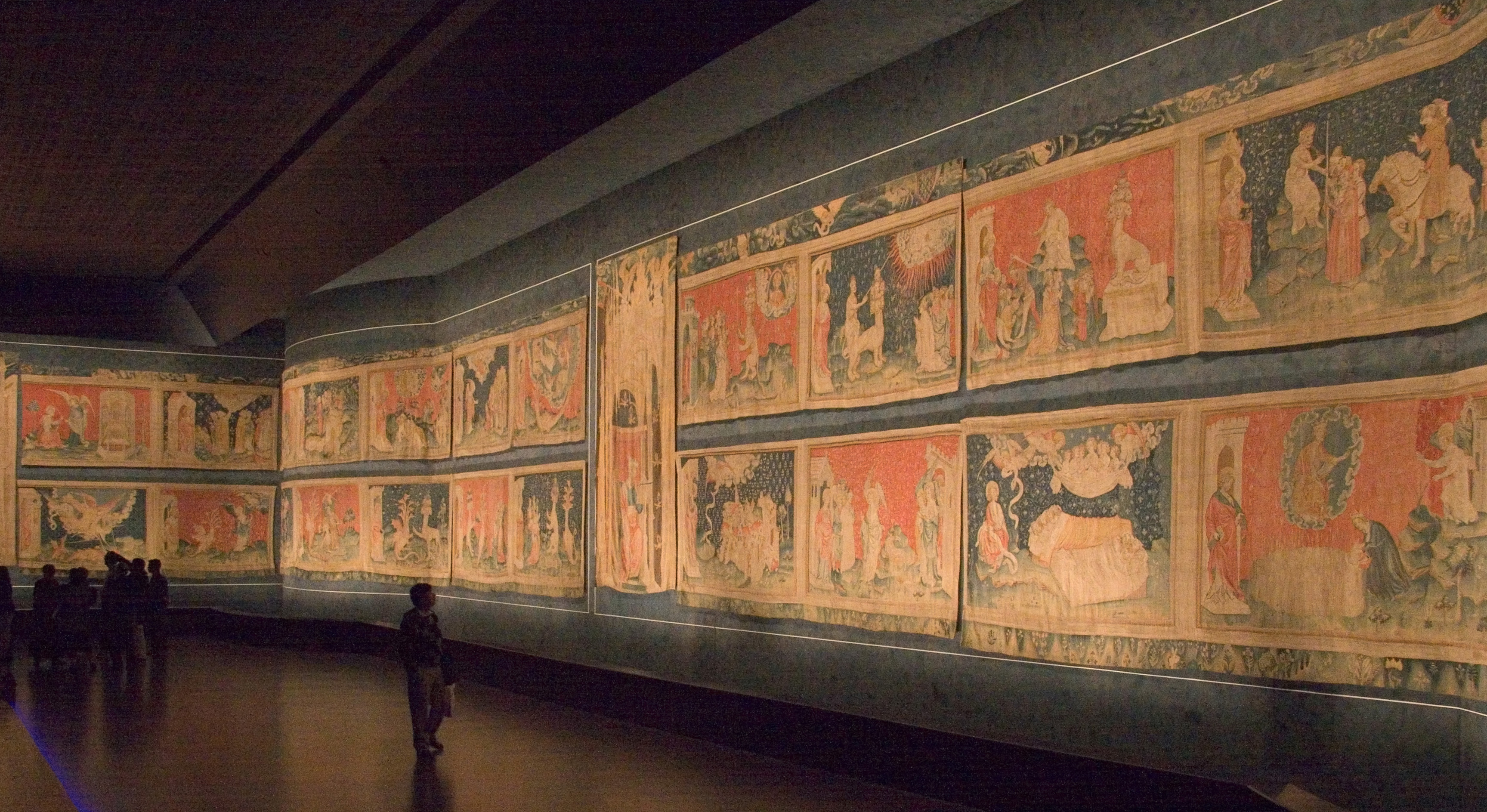
Tenture de l'Apocalypse au château d'Angers.

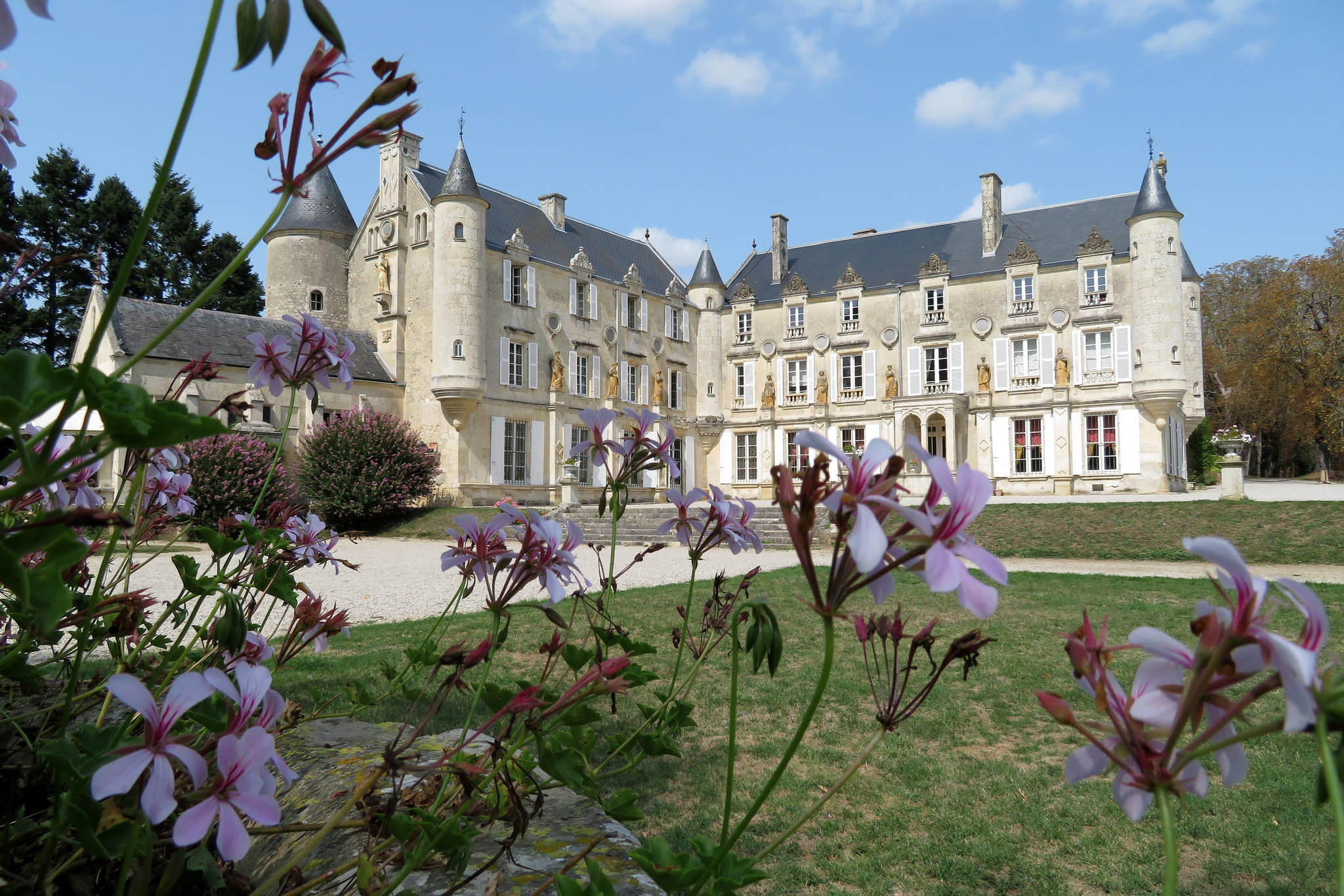
Château de Terre-Neuve à Fontenay-le-Comte.

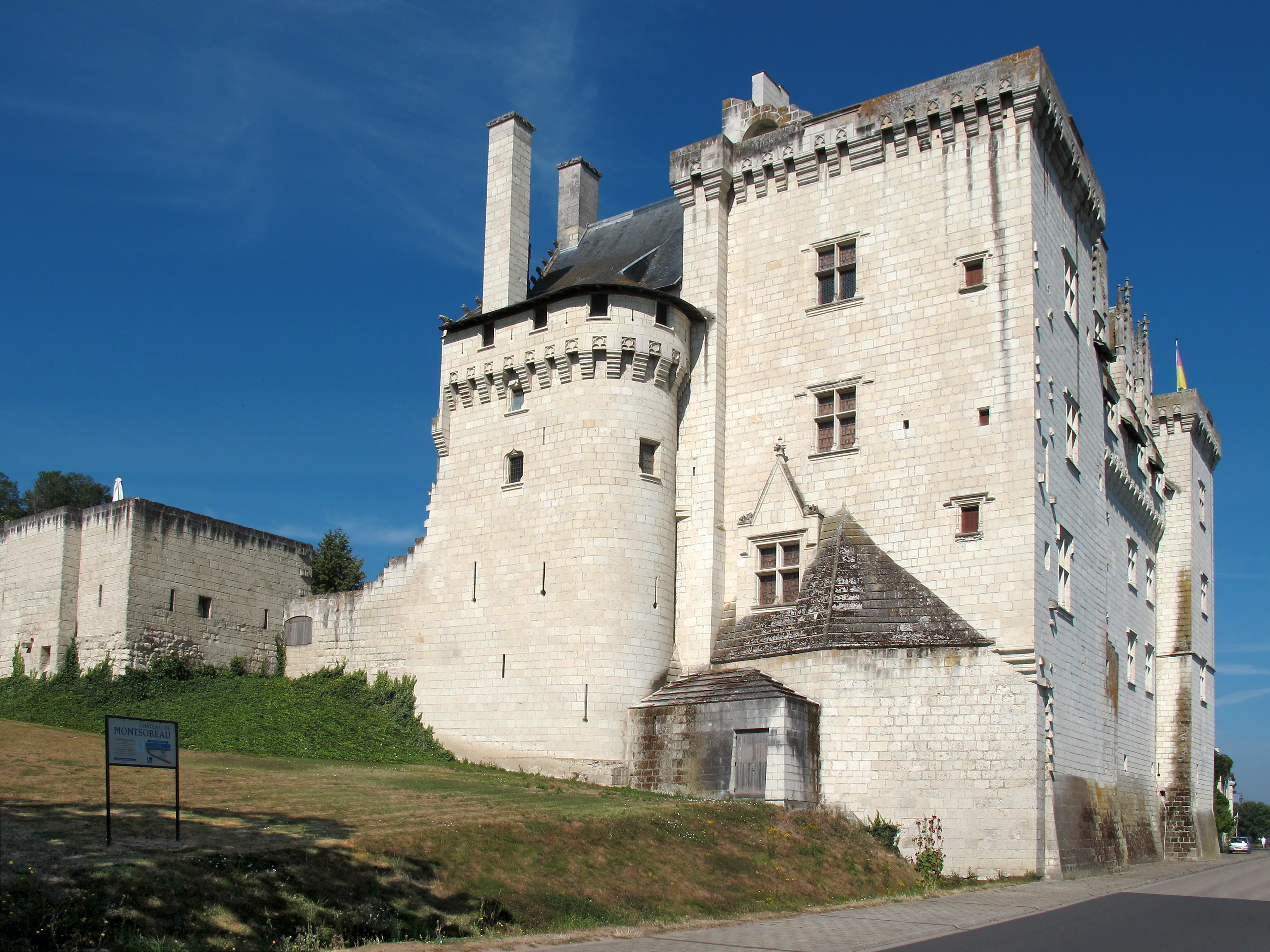
Château de Montsoreau-Musée d'art contemporain.

Les villes d'Angers, de Fontenay-le-Comte, de Laval, du Mans, de Guérande, de Nantes et de Saumur sont labelisées villes d'art et d'histoire.
Les villages de Montsoreau, de Sainte-Suzanne et de Vouvant font partie de l'association des plus beaux villages de France.
La région bénéficie d'un patrimoine culturel d'exception avec de nombreux musées et galeries d'art comme la galerie David d'Angers à Angers, le musée de Tessé au Mans, le musée des Sciences de Laval, ou encore le musée Jules-Verne de Nantes. Les musées de la région regroupent un patrimoine d'exception à l'image de la Tenture de l'Apocalypse, le Chant du monde de Jean Lurçat, ou le plus important fonds mondial d’œuvres de Art & Language au Château de Montsoreau-Musée d'art contemporain, rapatrié par Philippe Méaille en décembre 2017,.
L'élément culturel majeur de la région est l'Orchestre national des Pays de la Loire. Il compte dix mille abonnés et deux centaines de concerts annuels qui rassemblent près de 200 000 spectateurs par an. L'Orchestre national des Pays de la Loire est l'un des orchestres rencontrant la plus forte audience en Europe. Il bénéficie du soutien financier du conseil régional des Pays de la Loire, du ministère de la Culture, des cinq préfectures de département ainsi que des cinq conseils généraux de la région.

### Patrimoine naturel
Le Val de Loire classé au patrimoine mondial (de l'Unesco)) permet la protection des espaces naturels des bords de Loire. La grande variété des biotopes du fleuve et de ses rives : berges et bancs sableux, îlots de gravier recouverts de végétation, berges boisées inondables, digues de protection, terrasses du lit majeur, forêts, accueillent une grande variété d’habitats naturels, dont profitent une flore et une faune riches et abondantes. Le parc naturel régional Loire-Anjou-Touraine, situé entre les villes d'Angers et de Tours, est inclus dans le classement Val de Loire.
Le parc naturel régional Normandie-Maine permet la protection de la faune et la flore dans le Sud de la Basse-Normandie et dans le Nord des Pays de la Loire. Il comprend le point culminant de la région, le mont des Avaloirs (416,3 mètres). Le « belvédère des Avaloirs » aménagé au sommet du mont offre un panorama sur les environs.
Le parc naturel régional de Brière est situé au nord de l'estuaire de la Loire et couvre une vaste zone de marais. Il s'étend sur 490 km2 et abrite de nombreuses espèces animales et végétales.
Plusieurs réserves naturelles nationales permettent la protection d'autre site de la région :
- les basses vallées angevines sur les départements de Maine-et-Loire et de la Mayenne ;
- le marais poitevin (surnommé la « Venise Verte ») et la baie de l'Aiguillon ; la zone s'étend sur les régions Nouvelle-Aquitaine et Pays de la Loire et les départements de la Vendée, des Deux-Sèvres et de la Charente-Maritime ;
- le marais breton entre les départements de la Loire-Atlantique et de Vendée ;
- le lac de Grand-Lieu en Loire-Atlantique.

### Événements majeurs

#### Loire-Atlantique

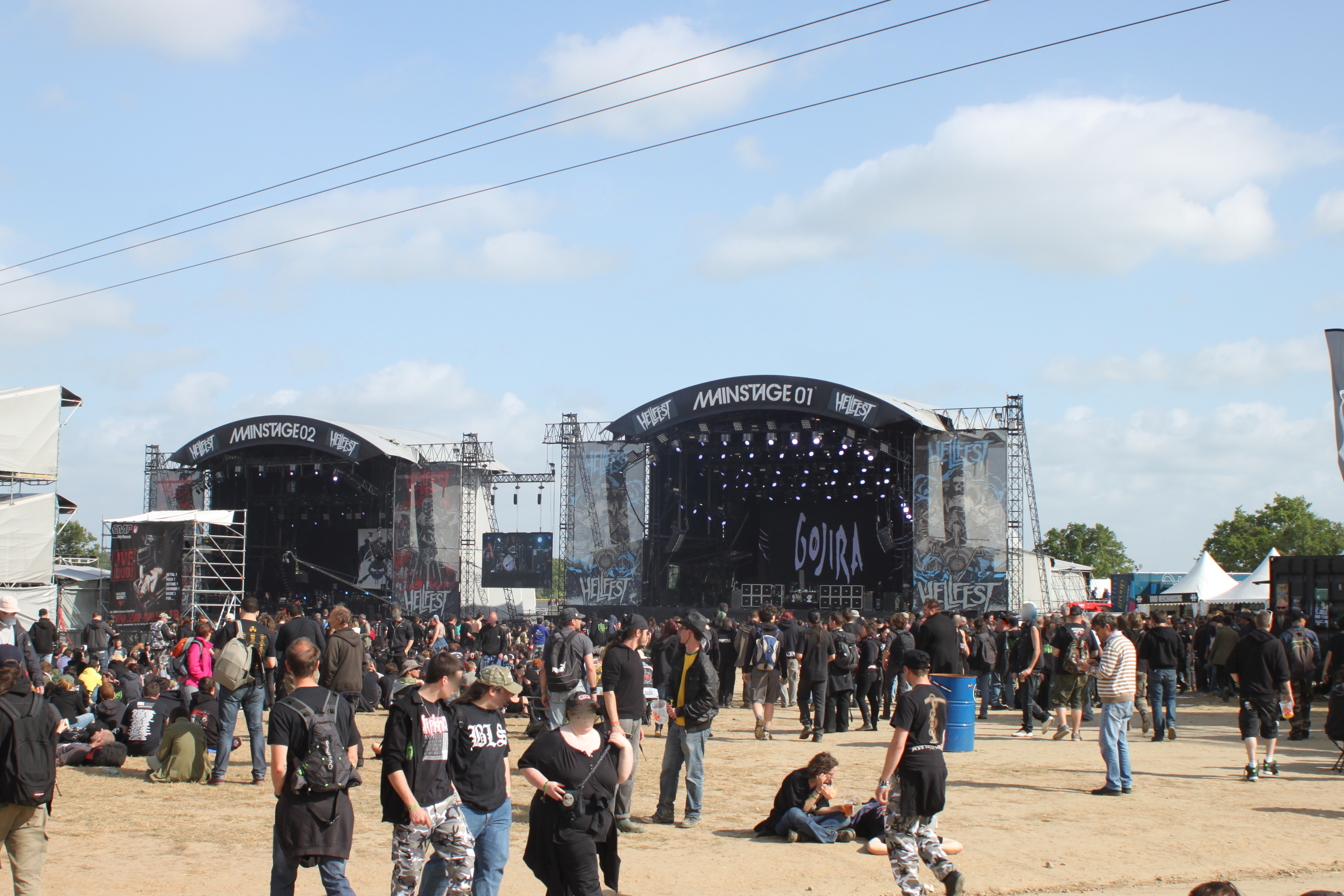
Le Hellfest attire tous les ans plus de 100000 festivaliers à Clisson.

- Le festival nantais La Folle Journée a lieu principalement à Nantes, mais aussi dans dix villes de la région.
- Les Floralies internationales de Nantes ont lieu tous les cinq ans.
- Le Hellfest, l'un des plus gros festivals de hard rock de France (le plus gros de musique metal) et l'un des plus importants d'Europe. Fréquenté par environ 152 000 personnes (édition 2017) sur 3 jours au mois de juin, il est basé sur le complexe sportif du Val-de-Moine à Clisson.
- Les Utopiales, festival de science-fiction, qui a lieu tous les ans en novembre à Nantes.
- Le Jumping international de France, compétition annuelle à La Baule-Escoublac.
- Le Voyage à Nantes, parcours artistique dans la Métropole de Nantes

#### Maine-et-Loire
- Le Festival d'Anjou, festival de théâtre, se tient chaque année à Angers.
- Les Accroche-Cœurs d'Angers, festival de spectacle de rue ayant lieu en septembre.
- Festival Premiers Plans d'Angers, festival de cinéma consacré aux premières œuvres cinématographiques européennes depuis 1989.
- Le Carnaval de Cholet.
- Le Festival estival de Trélazé.
- Les Z'éclectiques.
- Les Orientales.

#### Mayenne
- Le salon Laval Virtual est le plus grand rendez-vous européen consacré aux technologies de la réalité virtuelle et de la 3D en temps réel. Il se déroule à Laval au mois d'avril pendant cinq jours.
- Les 3 Éléphants, festival de musiques actuelles et d'arts de la rue se déroulant à Laval.
- Au Foin De La Rue, festival de musiques actuelles ayant lieu à Saint-Denis-de-Gastines chaque été depuis l'année 2000.
- Le Chaînon Manquant, festival de musique, d'arts de la rue et de théâtre ayant lieu à Laval et Changé.
- Le Festival J2K (Jeunesse 2 Karactère) est un festival de musique urbaine, d'arts de la rue qui se déroule à Laval, L'Huisserie et Changé chaque année

#### Sarthe
- Les 24 Heures du Mans (auto, moto, karting et camion) qui ont lieu tous les ans au Mans.
- Le Grand Prix moto de France qui a lieu tous les ans sur le circuit Bugatti au Mans.
- La Nuit des Chimères, dans la ville du Mans, met en scène en lumière et musique tout l'été l'histoire et le patrimoine de la Cité Plantagenêt.
- L'Europajazz Festival réunit en mai les acteurs majeurs du jazz.
- Le Mans fait son cirque est un moment populaire mettant à l'honneur l’univers du cirque.
- Le Festival Artec à la Ferté-Bernard, fin mai, est une compétition des nombreuses écoles d'ingénieurs de l’Hexagone.

#### Vendée
- Le Vendée Globe, course à la voile en solitaire sans escale et sans assistance autour du monde, qui part tous les quatre ans des Sables-d'Olonne.
- Le Festival de Poupet, l'un des plus grands festivals de l'Ouest de la France aussi bien par sa durée que par sa grandeur. Il a lieu tous les ans au mois de juillet à Saint-Malô-du-Bois en Vendée à côté du Puy du Fou.
- Le Festival International du film à La Roche-sur-Yon[48],[49],[50].
- Le Puy du Fou, parc de loisirs à thématique historique (depuis 1989), ainsi que son spectacle nocturne « La Cinéscénie » (chaque année de juin à septembre depuis 1978).

## Héraldique
| Blason | Blasonnement : parti : 1 -d'azur semé de fleurs de lys d'or ; 2 - d'hermine plain, à la bordure partie : I - de gueules chargée en franc-canton d'un lion d'argent ; II - ondée d'azur. Sur le tout en abîme, un double-cœur vendéen de gueules. Commentaires : Blason proposé par l'héraldiste Robert Louis |